# Elemento de linha
Em geometria, o elemento de linha ou elemento de comprimento pode ser pensado mais genericamente como a mudança em um vetor de posição num espaço afim que expressa a variação do comprimento do arco. Uma maneira fácil de visualizar essa relação é de parametrizar a curva dada por fórmulas de Frenet-Serret. Como tal, um elemento de linha é então naturalmente uma função da métrica, e pode ser relacionada com o tensor de curvatura. É geralmente indicado por s ou ℓ, e os diferenciais dele são então escritos ds ou dl.
Elementos de linha são usados em física, especialmente em teorias da gravitação (mais notavelmente a relatividade geral), onde o espaço-tempo é modelado como uma variedade curvada com uma métrica. Por exemplo, se um objeto massivo causa alguma curvatura no espaço-tempo, a trajetória de um objeto com massa desprezível sobre essa curvatura seguiria o elemento de linha de acordo com a equação geodésica.